# Marduk (formație)
Marduk este o formație de black metal din Suedia, fondată în anul 1990.

## Istorie
Marduk este o trupă de black metal din Suedia înființată în anul 1990 de către chitaristul Morgan Steinmeyer Håkansson. Obiectivul său era să creeze „cea mai blesfematoare trupă din lume”. În anul 1991 iese primul demo intitulat Fuck Me Jesus devenit istoric datorită coperții sale ce înfățișează o fată dezbrăcată masturbându-se cu un crucifix. În anul1992 iese primul lor album oficial Dark Endless , în anul următor iese albumul Those of the Unlight. În 1994 Marduk participă la un festival black metal în Norvegia apoi participă la turneul Sons of Northern Darkness, împreună cu trupa black metal Immortal. Tot în același an Marduk lansează albumul cu numărul 3 intitulat Opus Nocturne , album ce-i face cunoscuți pe scena black metal. Albumul cu numărul 4 iese în anul 1996 , Heaven Shall Burn... When We Are Gathered și conține o piesă în limba română intitulată „Dracul va domni din nou în Transilvania”. Primul album live al trupei iese în 1997 Germania. În anul 1998 iese albumul Nightwing , un album violent în stil Mayhem. Ultimele 5 piese de pe album povestesc istoria voievodului valah Vlad Țepeș. În Ianuarie 1999 Marduk înregistrează albumul Panzer Division Marduk inspirat din Al Doilea Război Mondial și Nazism. Cu ocazia a zece ani de activitate lanseaza în 2000 cel de-al doilea album live Infernal Eternal , unul dintre cele mai bune albume live în câmpul extrem. La Grande Danse Macabre este albumul 7 al trupei și este lansat în Martie 2001. În 2003 Marduk scot albumul World Funeral. Acesta este ultimul album ce îl are în componență pe istoricul vocalist Erik "Legion" Hagstedt , ce părăsește trupa din motive familiale. În Noiembrie 2004 iese albumul Plague Angel, iar în aprilie 2007 albumul cu numărul zece Rom 5:12.

## Componență

### Membri actuali
- Morgan Steinmeyer Håkansson - chitară (1990)
- Magnus "Devo" Andersson - chitară (1992-1994) și Bas (2004-)
- Daniel "Mortuus" Rosten (cunoscut ca și Arioch) - Voce (2004-)
- Lars Broddesson - baterie (2007-)

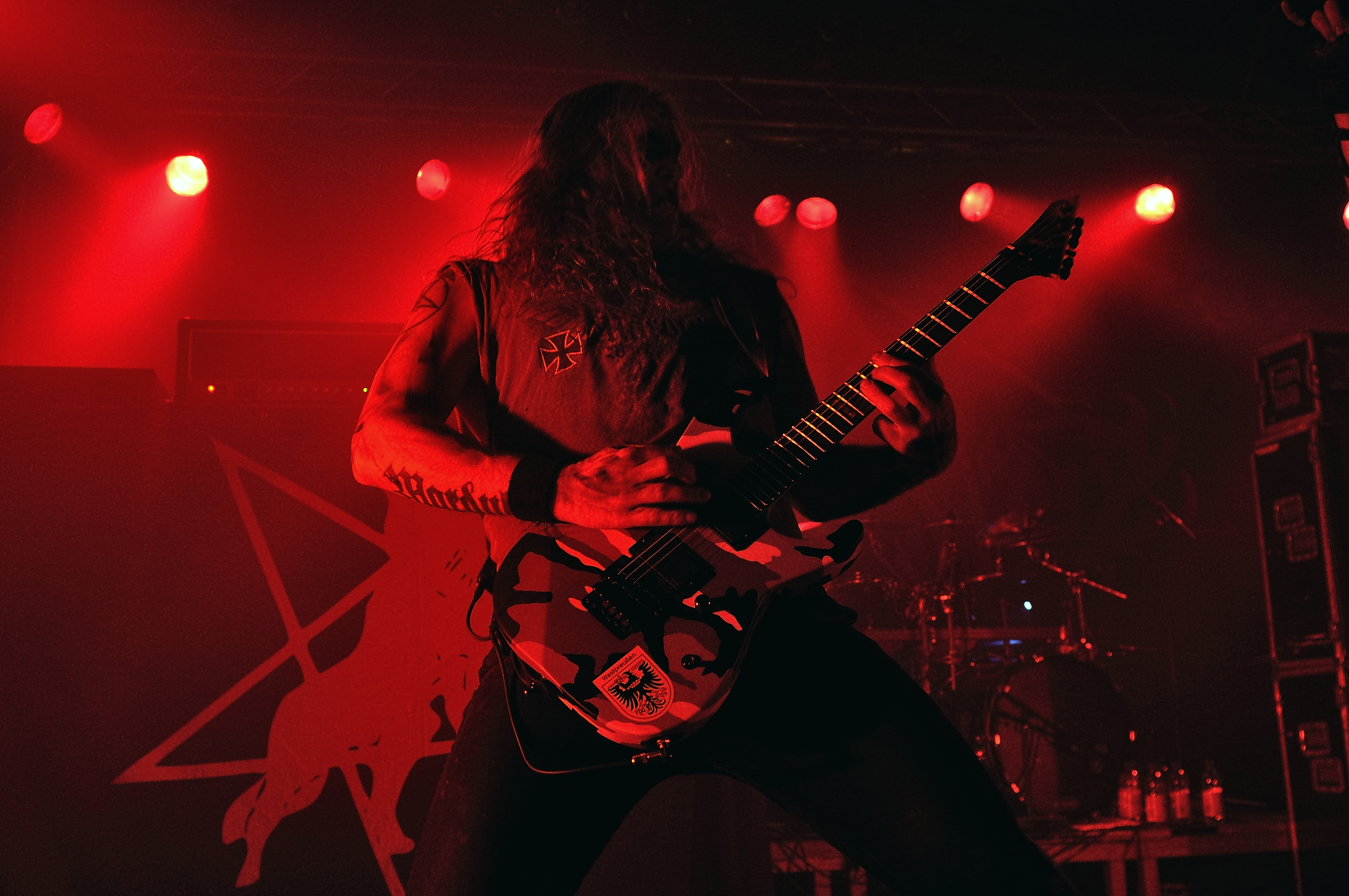
Morgan Steinmeyer Håkansson (Chitară)
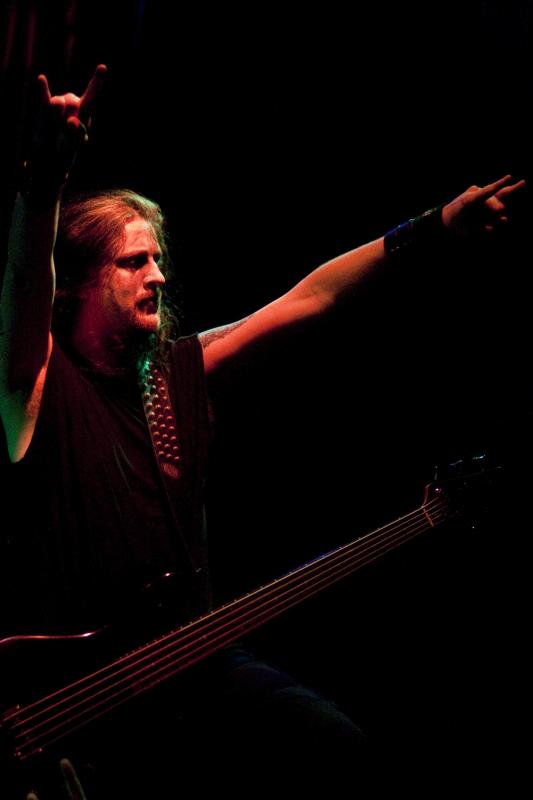
Magnus Devo Andersson (Bas)
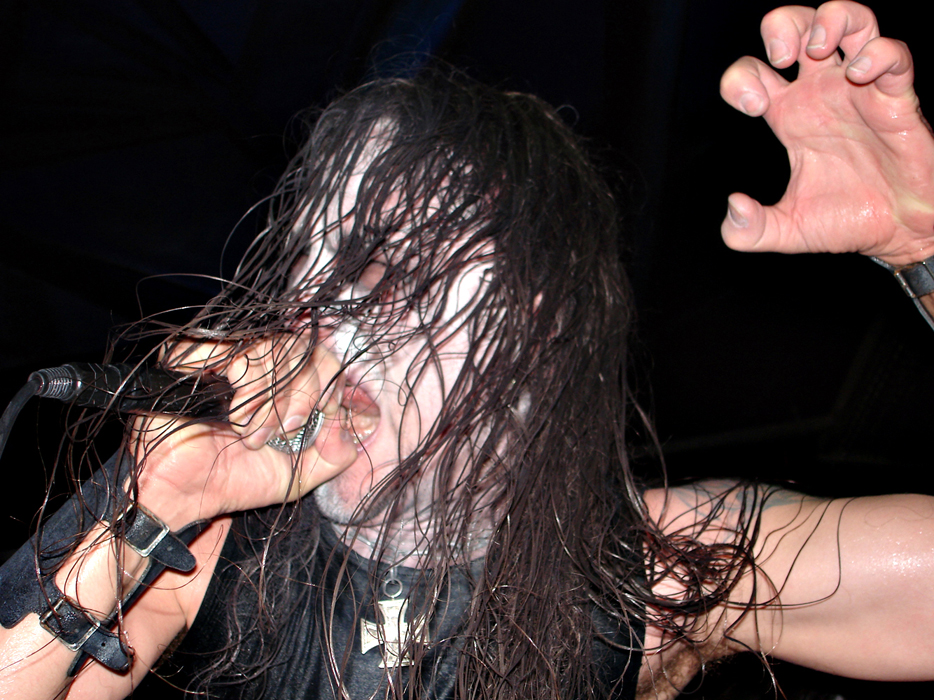
Daniel Mortuus Rosten (Voce)
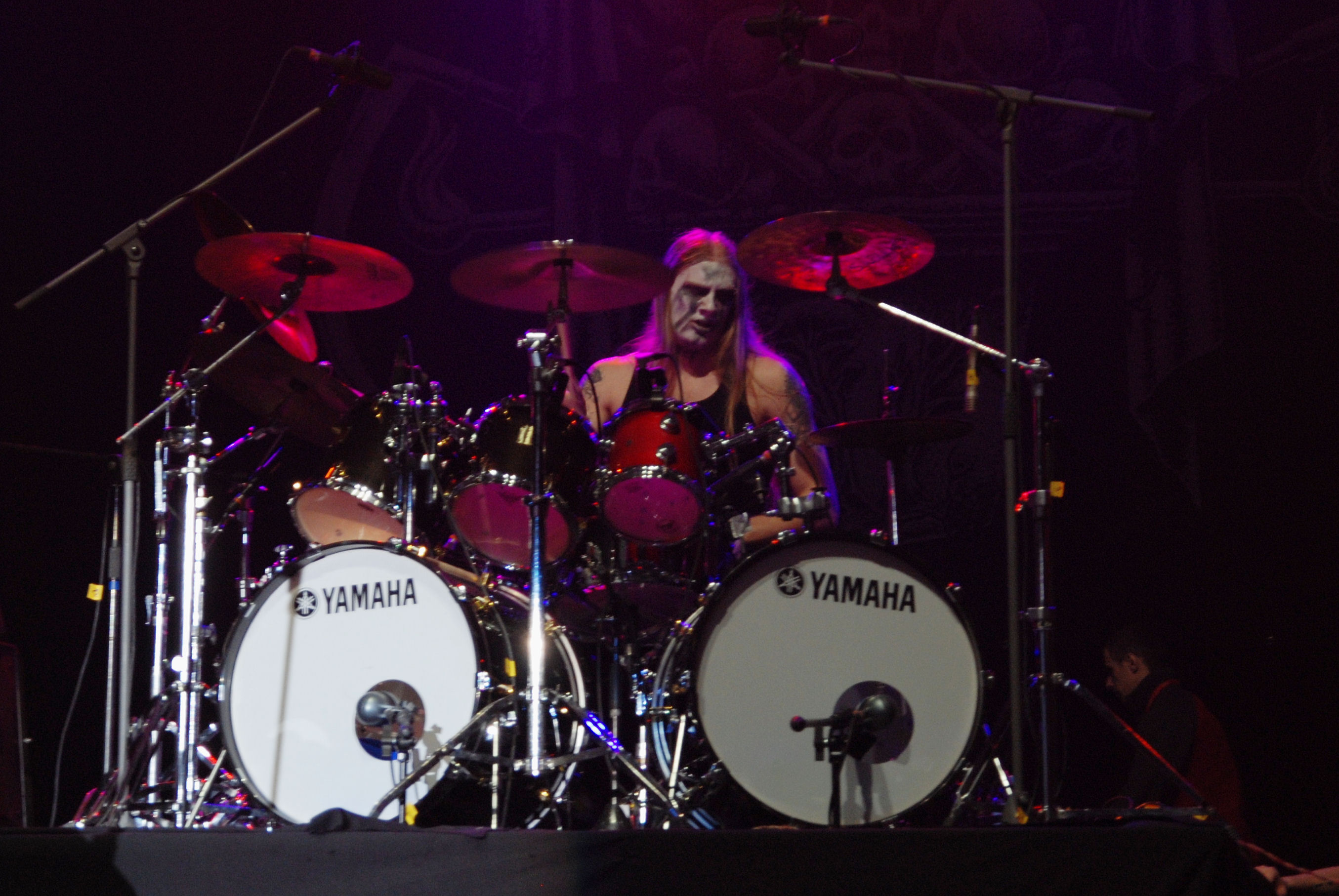
Lars Brodesson (Baterie)

### Foști membri
- Andreas "Dread" Axelsson - Voce (1990-1993)
- Erik "Legion" Hagstedt - Voce (1995-2003)
- Joakim Göthberg - Voce, baterie (1990-1995)
- Kim Osara - chitară (1995-1996)
- Rikard Kalm - Bas (1990-1992)
- Bogge "B. War" Svensson - Bas (1992-2004)
- Fredrik Andersson - baterie (1993-2002)*
- Emil Dragutinovic - baterie (2002-2006)

*Fredrik Andersson nu este același baterist de la Amon Amarth.

## Discografie

### Albume de studio
| Data lansării | Titlul                                    | Casa de discuri                    |
| 1992          | Dark Endless                              | No Fashion Records /Regain Records |
| 1993          | Those of the Unlight                      | Osmose Productions /Regain Records |
| 1994          | Opus Nocturne                             | Osmose Productions /Regain Records |
| 1996          | Heaven Shall Burn... When We Are Gathered | Osmose Productions /Regain Records |
| 1998          | Nightwing                                 | Osmose Productions                 |
| 1999          | Panzer Division Marduk                    | Osmose Productions                 |
| 2001          | La Grande Danse Macabre                   | Regain Records/Century Media       |
| 2003          | World Funeral                             | Regain Records                     |
| 2004          | Plague Angel                              | Regain Records                     |
| 2007          | Rom 5:12                                  | Regain Records                     |
| 2009          | Wormwood                                  | Regain Records                     |
| 2012          | Serpent Sermon                            | Century Media Records              |
| 2015          | Frontschwein                              | Century Media Records              |
| 2018          | Viktoria                                  | Century Media Records              |
| 2023          | Memento Mori                              | Century Media Records              |

### Albume Live & Compilații
| Data lansării | Titlul           | Casa de discuri    |
| 1997          | Live in Germania | Osmose Productions |
| 2000          | Infernal Eternal | Regain Records     |
| 2002          | Blackcrowned     | Regain Records     |
| 2006          | Warschau         | Regain Records     |

### Demo & EP
| Data lansării | Titlul          | Casa de discuri    |
| 1991          | Fuck Me Jesus   | Osmose Productions |
| 1996          | Glorification   | Osmose Productions |
| 1997          | Here's No Peace | Shadow Records     |
| 2000          | Obedience       | Regain Records     |
| 2004          | Deathmarch      | Regain Records     |

### Single
| Data lansării | Titlul            |
| 2002          | Slay the Nazarene |
| 2003          | Hearse            |

### DVD
| Data lansării | Titlul                       | Casa de discuri |
| 2004          | Funeral Marches and Warsongs | Regain Records  |
| 2006          | Blood Puke Salvation         | Regain Records  |